# National Instruments

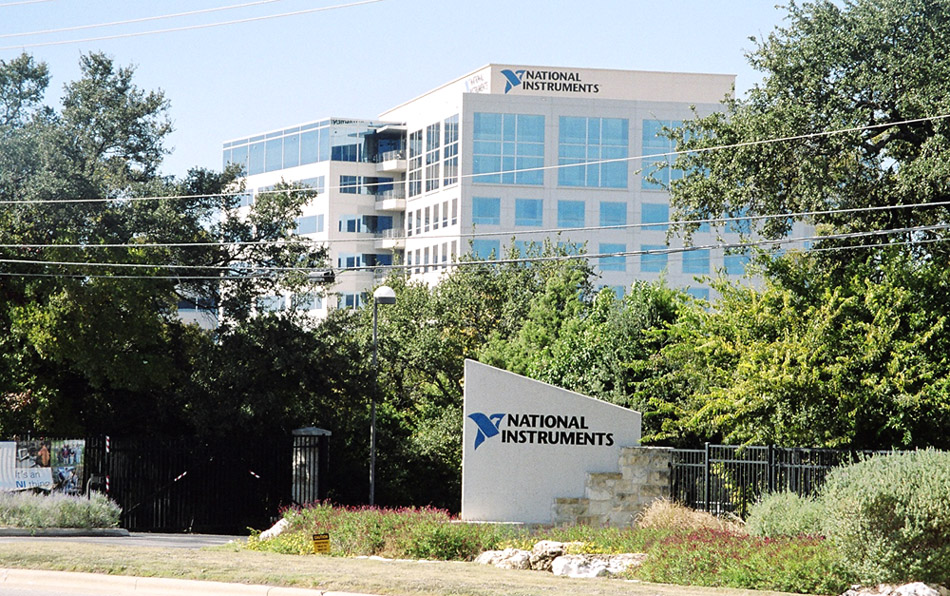
Siedziba główna NI w Austin

NI (dawniej National Instruments) – producent zautomatyzowanych urządzeń i kart pomiarowych oraz oprogramowania wirtualnych urządzeń. Sztandarowym produktem NI jest pakiet oprogramowania LabVIEW wykorzystującego graficzny język programowania G. Ponadto NI oferuje oprogramowanie LabWindows/CVI udostępniające narzędzia wirtualne do programowania w języku C.
Oprzyrządowanie i platformy oferowane przez NI obejmuje między innymi: VXI, VMEbus, moduły i obudowy PXI, kontrolery i systemy wizji, GPIB, I²C, PCI, port szeregowy. Typowo produkty NI stosowane są do akwizycji danych, sterowania urządzeniami lub automatycznego rozpoznawania obrazów.
NI zostało założone w 1976 roku przez dr. Jamesa Trucharda, Billa Nowlina i Jeffa Kodosky'ego. Siedziba główna znajduje się w Austin. Zatrudnia ponad 3400 pracowników i ma bezpośrednie przedstawicielstwa w 41 krajach (w tym w Polsce). W 2003 roku produkty NI zostały sprzedane do ponad 25 000 firm w 90 krajach dając zwrot rzędu 426 milionów dolarów. Przez siedem lat z rzędu, w latach 2000-2006, czasopismo Fortune uznało National Instruments za jednego z najlepszych stu pracodawców w Stanach Zjednoczonych.